# Uchatka Point
Der Uchatka Point (englisch; polnisch Przylądek Uchatki ‚Kap Mähnenrobbe‘) ist eine Landspitze an der Südküste von King George Island in den Südlichen Shetlandinseln. Sie liegt südlich der Sentry Cove am Westufer der Admiralty Bay. Die Landspitze ist Standort einer großen Kolonie von Zügelpinguinen.
Polnische Wissenschaftler benannten sie 1980.